# Pimpla limitata
Pimpla limitata är en stekelart som beskrevs av Forster 1888. Pimpla limitata ingår i släktet Pimpla och familjen brokparasitsteklar. Inga underarter finns listade i Catalogue of Life.